# Нелли Раинцева (фильм)
«Нелли Раинцева» (1916) — художественный немой фильм режиссёра Евгения Бауэра. Фильм вышел на экраны 13 декабря 1916 года.

## Сюжет
Историк кино Вениамин Вишневский трактует сюжет как «трагедию молодой девушки из буржуазной семьи, не нашедшей выхода из „безвыходного положения“ (связь с лакеем)». Киновед И. Н. Гращенкова описала сюжет как «драму девушки из богатого дома, где нет любви, семьи, где она так одинока, живёт без цели, сходится с человеком низшего круга, пресыщается жизнью и добровольно отказывается от неё».
Дочь богатого банкира Нелли разочарована жизнью. Она не любит увлечённого деньгами биржевика отца и молодящуюся флиртующую мать. Поклонники ей быстро надоедают. Она ищет себя в творчестве, пытается писать и музицировать, но безуспешно. Режиссёр, желая усилить эффект современности, ввёл роли писателя Андреева и композитора Ипполитова-Иванова, которые рекомендуют Нелли заняться чем-то другим. С помощью горничной Тани она проникает на вечеринку прислуги. После связи с писцом своего отца Петровым её разочарование усиливается. Петров оказывается грубым и циничным. Узнав, что она беременна от него, Нелли кончает жизнь самоубийством.

## В ролях
| Актёр               | Роль                  |
| ------------------- | --------------------- |
| Зоя Баранцевич      | Нелли Раинцева        |
| Ольга Рахманова     | её мать               |
| Александр Херувимов | её отец               |
| Константин Зубов    | письмоводитель Петров |
| Вера Павлова        | Таня, горничная       |
| Янина Мирато        | Корецкая              |
| Михаил Стальский    | Леонид Андреев        |

## Съёмочная группа
- Режиссёр: Евгений Бауэр
- Оператор: Борис Завелев
- Продюсер: Александр Ханжонков

## Критика
Рецензент журнала «Вестник кинематографии» (1916, № 122, с. 17—18) одобрительно отозвался об актёрских работах З. Баранцевич, В. Павловой и К. Зубова (Горина). По его мнению, «Баранцевич нашла настоящие трагические краски для воплощения душевной драмы Нелли Раинцевой», Павлова выявила вульгарность и наглость служанки, «запоминающийся образ письмоводителя дал Горин [К. Зубов]». Он отметил, что «крупные лица при подчинённом значении декоративного фона — вот художественный принцип, на котором остановился режиссёр»:

«… декорации отошли на задний план, в буквальном смысле заслонённые фигурами артистов. Быть может, недавний Бауэр, архитектор колоннад и зимних садов, и был огорчён, но как истый художник он всё же должен быть удовлетворён этой постановкой. В утешение режиссёру следует, впрочем, отметить, что декорации не проходят для глаза бесследно и некоторые из них … запоминаются как прекрасные образцы художественной композиции, живописи на экране».

Актриса и сценарист Зоя Баранцевич считала, что во время съёмок фильма произошёл «характерный перелом в творчестве режиссёра Бауэра», когда он «немного отошёл от „красивости“, от чисто внешней формы и переключил внимание на содержание».
Советский кинокритик Ромил Соболев в своей книге «Люди и фильмы дореволюционного кино» относил этот фильм одним к числу самых интересных и ценных постановок режиссёра Е. Бауэра, отметив, что он «картина привлекла внимание зрителей острой постановкой „женского вопроса“».
Кинокритик Нея Зоркая выделяла новый для того времени художественный приём, когда режиссёр «членит пространство на несколько „отсеков“ в глубину, размещая в каждом из них свое действие». Она особо выделяла сцену «бала слуг» в трактире, в которой «постановщик показывал несколько залов, удаляющихся от зрителей: в первом идёт пир, пляшут кадриль под оркестр из мандолин и балалаек, далее второй, третий залы, потом коридор, по которому пробегают половые с подносами, а в самой глубине виднеется кухня, мясные туши, горы тарелок».
Киновед И. Н. Гращенкова отмечала, что «бауэровские объёмные мизансцены не только живописны, выразительны, но и содержательно красноречивы»: «В глубине залы просматривается коридор и кухня. Пространство праздника, совмещённое с кухней, враждебно и даже опасно для героини. Она этого не осознаёт, но это знает автор и хочет, чтобы понял зритель, просто „вчитавшись“ в объём мизансцены».
Историк кино В. Ф. Семерчук назвал кинодраму «Нелли Раинцева» «совершенной по стилю и киноязыку». «Сцена похорон Нелли,  — писал он, — поражает многообразием используемых в ней приёмов монтажа».